# Landschaftsschutzgebiet Magergrünland am Heinrichsberg
Das Landschaftsschutzgebiet Magergrünland am Heinrichsberg mit etwa 2,5 ha Flächengröße liegt im Gemeindegebiet von Extertal. Es wurde 2007 mit dem Landschaftsplan Nr. 5 Extertal durch den Kreistag des Kreises Lippe erstmals als Landschaftsschutzgebiet (LSG) ausgewiesen.

## Beschreibung
Das LSG umfasst brachgefallene Magergrünlandflächen nordöstlich von Rott. Im Norden geht das LSG bis an die Landesgrenze zu Niedersachsen. Das LSG liegt in der Höhenlage von 225 bis 230 ü. NN und hat eine südöstliche Hangneigung. Der Landschaftsplan geht von einem hohen Artenbestand wärmeliebender und auf trockene Standorte angewiesener Magergrünlandpflanzengesellschaften aus. Der Landschaftsplan führt zum Wert des LSG aus: „Die Lage der Fläche an einen Laubwald angrenzend auf der Kuppe des Heinrichsberges steigert die besondere Schutzwürdigkeit dieses Gebietes, da es zu ausgedehnten Saumlebensräumen zwischen Wald und Magergrünland kommt. Aufgrund der in der Vergangenheit durchgeführten extensiven Nutzung und des derzeitigen Brachestadiums ist mit einer hohen Artenvielfalt sowohl von Insekten als auch von Vögeln zu rechnen.“

## Schutzzwecke für das LSG
Laut Landschaftsplan erfolgte die Ausweisung des LSG:
- „zur Erhaltung und Wiederherstellung der Leistungsfähigkeit des Naturhaushaltes in ökologisch besonders wertvoll strukturierten Bereichen mit Wasser-, Klima- und Biotopschutzfunktionen,“
- „zur Erhaltung und Wiederherstellung von Quellbereichen und naturnahen Fließgewässern, Grünland, Kalkhalbtrockenrasen und naturnahen Waldbereichen unter schiedlicher Feuchtestufen, Feldgehölzen, Hecken und Obstwiesen,“
- „zur Erhaltung morphologisch ausgeprägter Bereiche zur Sicherung der landschaftlichen Eigenart und Vielfalt für die Erholung,“
- „zur Erhaltung wertvoller Biotopkomplexe aus Wald-Grünlandbereichen, Fließgewässern und Quellen sowie Biotopen nach § 62 LG mit wichtigen Refugial-, Puffer-, Trittstein- und Vernetzungsfunktionen,“
- „zur Erhaltung und Wiederherstellung wichtiger Rückzugsräume für die bedrohte Tier- und Pflanzenwelt,“
- „zur Sicherung von kulturhistorisch bedeutsamen Landschaften, z. B. Terrassenkulturlandschaften,“
- „zur Sicherung der das Orts- und Landschaftsbild gliedernden und belebenden und die dörflichen Siedlungsstrukturen prägenden Freiraumelemente.“[1]